# Тренёва, Наталья Константиновна
Ната́лья Константи́новна Тренёва (1904, Симферополь — 1980, Москва) — советская переводчица.

## Биография
Родилась в 1904 году. Переводила американскую и английскую классику: «Этюд в багровых тонах» Артура Конана Дойла, «Что случилось в зоопарке» Э. Олби, «Власть без славы» Фрэнка Харди, «Как меня выбирали в губернаторы» М. Твена, «Брат Мой, Враг Мой», «Живи с молнией» М. Уилсона и другие. Умерла в 1980 году. Похоронена рядом с мужем на Новодевичьем кладбище (участок № 1).

## Семья
- Отец — Константин Андреевич Тренёв, прозаик и драматург
- Мать — Лариса Ивановна Тренёва
- Брат — Виталий Константинович Тренёв, архитектор, писатель
- Муж — Пётр Андреевич Павленко, писатель и сценарист
- Сын — Андрей Петрович Павленко, филолог-индонезист